# 今日から俺はロリのヒモ!
『今日から俺はロリのヒモ！』（きょうからおれはロリのひも!）は、暁雪による日本のライトノベル。イラストはへんりいだが担当している。MF文庫Jより2016年8月から刊行されている。
メディアミックスとして、2017年7月28日にHOBiRECORDSより本作のドラマCDが発売された。また、本作のイラストを務めたへんりいだによるコミカライズの連載が『ヤングチャンピオン烈』（秋田書店）にて2018年No.5より開始され、2021年No.1まで連載された後、同社のWEBコミックサイト『どこでもヤングチャンピオン』に移籍して、2021年2月号から2022年3月号まで連載された。2019年6月時点で累計発行部数は45万部を突破している。

## あらすじ
漫画家を目指している高校生・天道ハルはとあることがきっかけで、一日で何億円も稼ぐ小学5年生のスーパーお嬢さま・二条藤花のヒモになった。甘くて楽しいヒモ生活が始まり、厳しい藤花の秘書・園原麻耶にしかられたり、藤花の友達である丹沢千鶴と小森紗奈たちと一緒に遊んだりとハルはヒモ生活を満喫した。そんなハルと藤花たちの甘い生活を描いた話である。

## 登場人物
声はドラマCDの担当。
天堂ハル（てんどう ハル）
声 - 小林裕介
本作の主人公。漫画化志望の高校生。ハル自身はロリコンではなく、逆に巨乳好きである。
二条藤花（にじょう とうか）
声 - 優木かな
お金持ちの小学生。美少女で、純真な性格をしている。投資で何億も稼いでいる。
丹沢千鶴（たんざわ ちづる）
声 - 佐倉綾音
藤花の友達でお金持ちの小学生。正義感が強くツンデレな性格をしている。
小森紗奈（こもり さな）
声 - 千本木彩花
藤花の友達でお金持ちの小学生。やや中二病な面がある。
園原麻耶（そのはら まや）
声 - 山本希望
藤花の秘書。
中野夕莉（なかの ゆり）
声 - 久川綾
ハルの担当編集者。

## 制作背景・テーマ
著者・暁雪はデビュー作『ひとりで生きるもん！』の完結後に様々な企画を考え、その中で「ロリとのラブコメ」が担当編集者の反応も良かったことから本作の制作が決まった。また、本作の制作にあたって松智洋によるライトノベル『パパのいうことを聞きなさい！』や宇仁田ゆみによる漫画『うさぎドロップ』を参考にしたという。なお、「ロリのヒモ」という題材は担当編集者の一言から採用された。
著者は本作のテーマについて、「楽しく遊ぶ」ことを大前提としている。

## 既刊一覧

### 小説
- 暁雪（著）・へんりいだ（イラスト） 『今日から俺はロリのヒモ！』 KADOKAWA〈MF文庫J〉、既刊6巻（2019年1月25日現在）
  1. 2016年8月25日発売[8]、ISBN 978-4-04-068635-6
  2. 2016年12月23日発売[9]、ISBN 978-4-04-068773-5
  3. 2017年3月25日発売[10]、ISBN 978-4-04-069150-3
  4. 2017年7月25日発売[11]、ISBN 978-4-04-069353-8
  5. 2017年12月25日発売[12]、ISBN 978-4-04-069679-9
  6. 2019年1月25日発売[13]、ISBN 978-4-04-065388-4

### 漫画
- 暁雪（原作）・へんりいだ（漫画） 『今日から俺はロリのヒモ！』 秋田書店〈ヤングチャンピオン烈コミックス〉、全6巻
  1. 2019年1月25日発売[14]、ISBN 978-4-253-25801-2
  2. 2019年6月20日発売[15]、ISBN 978-4-253-25802-9
  3. 2020年3月19日発売[16]、ISBN 978-4-253-25803-6
  4. 2020年11月20日発売[17]、ISBN 978-4-253-25804-3
  5. 2021年8月19日発売[18]、ISBN 978-4-253-25805-0
  6. 2022年5月19日発売[19]、ISBN 978-4-253-25806-7